# Bank of the Philippine Islands

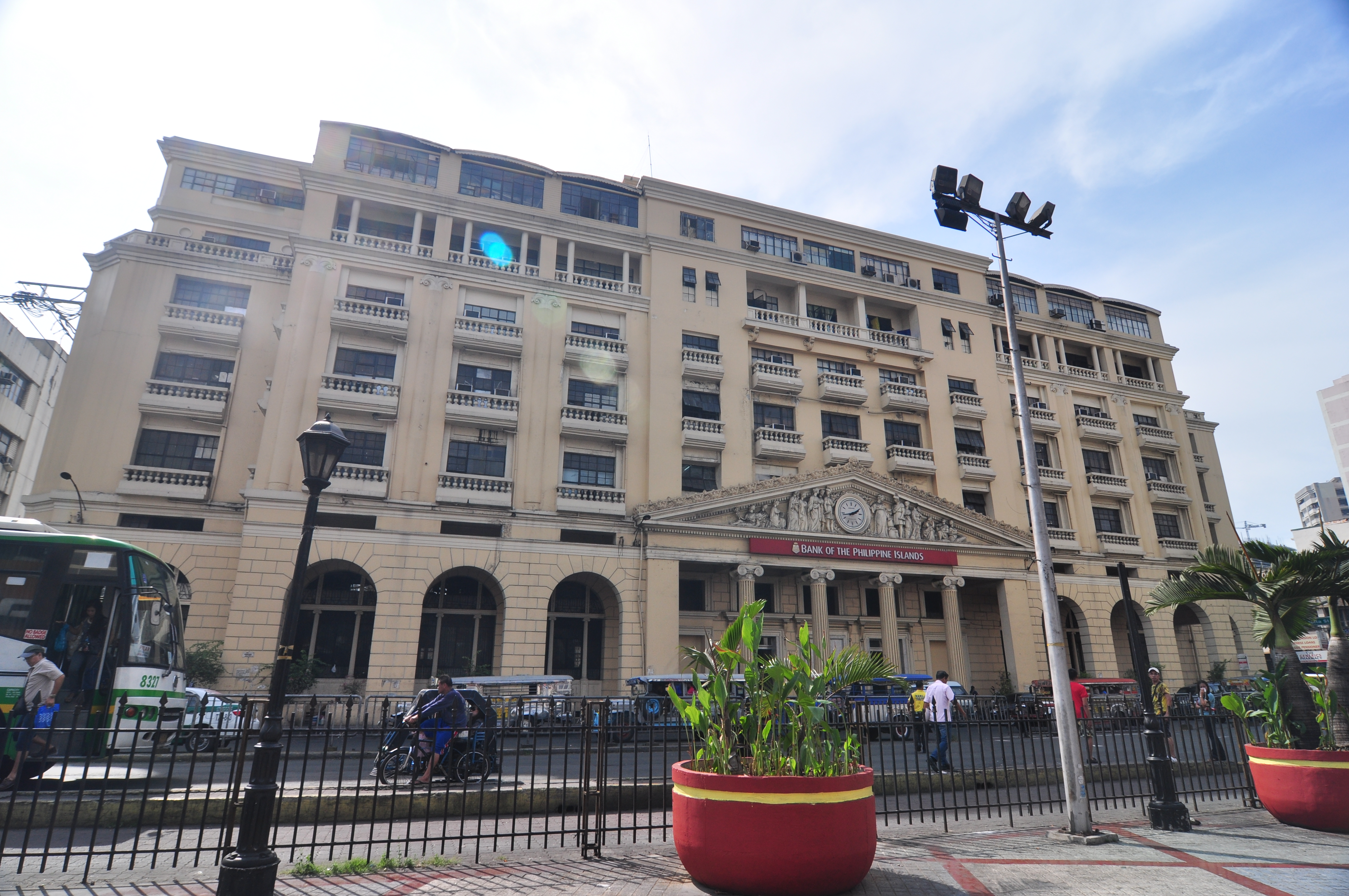
Filial do BPI na Plaza Sta. Cruz, Carriedo, Manila, que ocupa o edifício Don Roman Santos, antiga sede do Prudential Bank

O Bank of the Philippine Islands (em português: Banco das Ilhas Filipinas; em filipino:  Bangko ng Kapuluang Pilipinas, em castelhano:  Banco de las Islas Filipinas, vulgarmente conhecido como BPI; PSE: BPI) é um banco universal nas Filipinas. É o primeiro banco nas Filipinas e no Sudeste Asiático. É o quarto maior banco em termos de ativos, o segundo maior banco em termos de capitalização de mercado, e um dos bancos mais rentáveis das Filipinas.
O banco possui uma rede de mais de 900 agências nas Filipinas, Hong Kong e Europa e mais de 3.000 caixas eletrônicos e CDMs (máquinas de depósito em dinheiro).
O BPI foi fundado durante a Era Colonial Espanhola das Filipinas como El Banco Espanhol Filipino de Isabel II e, quando fundado, concedeu crédito ao Tesouro Nacional e imprimiu e emitiu o peso fuerte das Filipinas, um precursor do peso das filipinas de hoje.

## História

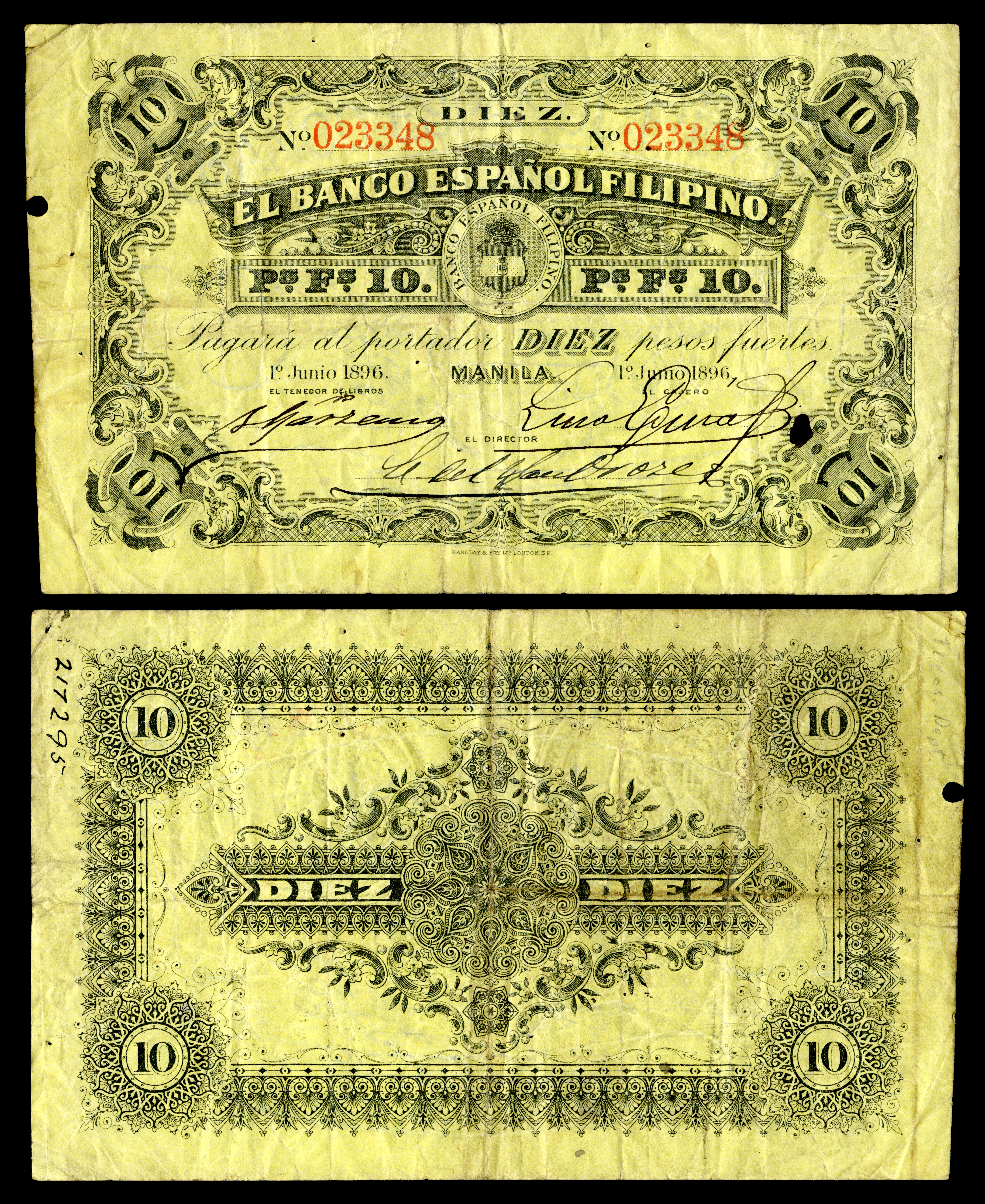
El Banco Español-Filipino, cédula de 10 pesos (1896)

### Período colonial
O BPI foi fundado em 1 de agosto de 1851 como o "El Banco Espanhol Filipino de Isabel II", nomeado em homenagem à rainha da Espanha, Isabella II, filha do rei Fernando VII. Foi o primeiro banco do governo nas Filipinas e o terceiro banco das Filipinas durante a era espanhola.
O decreto real que estabeleceu o Banco Español-Filipino também lhe deu o poder de imprimir a moeda das Filipinas, a primeira vez que o peso das Filipinas foi impresso no país; antes de 1851, uma infinidade de moedas era usada, principalmente o peso mexicano. Eles foram originalmente chamados de peso filipino filipino (PF), ou "pesos fortes". Impressos pela primeira vez em 1º de maio de 1852, eles eram reempregáveis pelo valor nominal das moedas mexicanas em ouro ou prata. O primeiro depósito no banco também foi realizado naquele dia por um homem chamado Fulgencio Barrera. Três dias depois, um chinês chamado Tadian se tornou o primeiro cliente de empréstimo do banco depois que o banco lhe descontou uma nota promissória no valor de dez mil pesos fuertes.
Em 3 de setembro de 1869, após uma revolução que derrubou Isabella II, o nome foi alterado para Banco Español-Filipino. Em janeiro de 1892, o banco mudou-se da Royal Custom House em Intramuros para o novo distrito comercial de Binondo, depois de descobrir que o Intramuros estava se tornando "economicamente inativo". Mudou-se para a rua Juan Luna, na esquina da Plaza Cervantes, número 4, que naquela época era uma propriedade privilegiada de propriedade dos frades dominicanos.
A primeira filial do Banco Español-Filipino fora de Manila foi aberta na cidade de Iloilo em 15 de março de 1897. No entanto, a ideia de estabelecer filiais fora de Manila foi formulada já na década de 1850, com a primeira filial planejada para ser inaugurada em Bacolor, a capital de Pampanga na época. No entanto, até então, Iloilo e outras províncias de Panay haviam se tornado mais produtivas que Pampanga na indústria açucareira, daí a mudança para abrir a primeira filial em Iloilo.
Após a cessão das Filipinas aos Estados Unidos com a assinatura do Tratado de Paris de 1898, o banco passou de uma instituição espanhola para uma filipina. Em 1 de janeiro de 1912, uma decisão dos acionistas do Banco Español-Filipino mudou o nome para o atual Bank of the Philippine Islands (BPI) ou Banco de las Islas Filipinas em espanhol. A base para a mudança de nome foi a Lei da República nº 1790, aprovada em 12 de outubro de 1907, que permitiu ao banco mudar seu nome. O banco também foi privatizado durante o período colonial americano.
Após a Segunda Guerra Mundial, o BPI esteve envolvido ativamente na reconstrução das Filipinas no pós-guerra. Em 1949, com a criação do Banco Central das Filipinas (atual Bangko Sentral ng Pilipinas), o BPI perdeu o direito de emitir pesos filipinos, um direito que possuía desde a era colonial espanhola e durante o período colonial americano.

### História contemporânea
Em 31 de dezembro de 1969, a Ayala Corporation, que era afiliada ao BPI desde a sua criação em 1851, tornou-se o acionista dominante do BPI e, eventualmente, transformou o BPI na bandeira das entidades financeiras da Ayala.
A partir da década de 1970, o BPI esteve envolvido em muitas fusões e aquisições. A primeira fusão ocorreu em 1974 com a aquisição do BPI do People's Bank and Trust Company. As principais aquisições notáveis incluem o Commercial Bank and Trust Company em 1981, o CityTrust Banking Corporation em 1996 e o Far East Bank and Trust Company em 2000.
Em 1982, o BPI tornou-se um banco universal e, em 2000, tornou-se a primeira empresa de seguros bancários das Filipinas, sendo o primeiro banco filipino a oferecer serviços de seguros depois de adquirir as companhias de seguros da Ayala Corporation, empresa controladora da Ayala Corporation. Nesse mesmo ano, o BPI também fundou o BPI Direct Savings Bank, um banco na Internet.
Em 14 de fevereiro de 1986, o BPI estabeleceu sua própria rede interbancária, a Expressnet.
Em outubro de 2015, o BPI lançou a campanha "Faça as melhores coisas acontecerem".
No segundo trimestre de 2019, o BPI começará a construir sua nova sede em Makati. O BPI utilizou a Skidmore, Owings & Merrill pelo seu design. O prédio antigo será demolido para dar espaço ao novo prédio.

#### Falha do sistema de 2017
Na manhã de 7 de junho de 2017, uma falha no processamento de dados afetou os clientes do BPI, tornando os saldos das contas incorretos. Alguns clientes tinham um saldo negativo ou uma quantia maior de dinheiro em suas contas. O erro foi corrigido à noite, mas no dia seguinte, 8 de junho, o BPI suspendeu os serviços eletrônicos porque os saldos incorretos ocorreram novamente. Os serviços foram restaurados mais uma vez na noite do mesmo dia após a correção do defeito.

## BPI Direct Savings Bank
O BPI Direct Savings Bank era uma subsidiária integral do BPI e era o primeiro banco baseado na Internet no país, permitindo que filipinos expatriados e trabalhadores estrangeiros em países como Bahrain ou Hong Kong acessassem e gerenciassem suas contas bancárias a qualquer momento.
O BPI Direct Savings Bank foi constituído e registado na Comissão de Valores Mobiliários em 26 de setembro de 1986, principalmente como uma subsidiária destinada a envolver-se nos negócios gerais de poupança e hipoteca.
Em 2000, o BPI Direct passou por uma grande mudança de imagem ao se tornar o primeiro banco filipino projetado em torno dos canais telefônicos e bancários online. Ele queria fornecer aos seus clientes uma maneira de ter acesso às suas contas 24 horas por dia, 7 dias por semana, além de oferecer a conveniência dos serviços bancários tradicionais, como a abertura de uma conta poupança. Dois anos depois, o BPI Direct realinhou sua estratégia de negócios para a comunidade filipina no exterior, mas sem alienar sua clientela existente.
O BPI Direct fundiu-se com o BPI Globe BanKo, outra unidade de banco econômico do BPI em dezembro de 2016 para formar o BPI Direct BanKO Inc. com a missão de promover a inclusão financeira, fornecendo acesso a produtos de empréstimo fáceis, convenientes e acessíveis para financiar as operações ou expandir os negócios microempreendedores independentes (SEMEs).

## Subsidiárias e Parceiros
O BPI está dividido nas seguintes subsidiárias e afiliadas:
- BPI Capital Corp.
- BPI Computer Systems Corp.
- BPI Family Savings Bank
- BPI Direct Savings Bank
- BPI Globe BanKO Savings Bank
- BPI Forex Corp.
- BPI Foundation, Inc.
- BPI International Finance Ltd.
- BPI Investment Management. Inc.
- BPI Leasing Corp.
- BPI Operations Mgt. Corp.
- BPI Rental Corp.
- BPI Securities Corp.
- BPI/MS Insurance Corp

## Propriedade
- PCD Nominee Corporation: 33,7213%
- Corporação Ayala: 21.8426%
- Ayala DBS Holdings¹: 21,3092%
- AC International Finance Limited: 8.6965%
- Arquidiocese de Manila²: 8.4655%
- Michigan Holdings: 2,0653%[28]

Embora o Depositário Central das Filipinas seja listado como principal acionista, ele é mais um administrador nomeado para todas as ações alocadas no sistema PCD, em vez de um único proprietário/acionista.
¹ Inclui banco DBS
² Os poderes de voto estão sob a autoridade do arcebispo de Manila.

## Prêmios
Ao longo dos anos, o BPI e as suas subsidiárias receberam os seguintes prêmios de revistas financeiras e organismos premiados:
- Melhor Banco das Filipinas pelo Tesoureiro Corporativo (CT), quatro vezes
- Melhor Banco de Investimento nas Filipinas, FinanceAsia Country Awards 2018
- Melhor Banco ECM nas Filipinas, FinanceAsia Country Awards 2018
- Asia Risk Awards - Banco do Ano (Filipinas)
- Melhor Banco Corporativo e de Investimento das Filipinas, AsiaMoney
- Melhor Banco para RSE, AsiaMoney
- Melhor Fornecedor de Serviços de Trade Finance pelos Triple A Treasury, Trade, Supply Chain e Risk Management Awards, cinco anos
- Melhor Fornecedor de Serviços para Supply Chain Solutions, o primeiro banco nas Filipinas a obter esse reconhecimento
- A primeira colocação entre as marcas filipinas na lista da Campaign Asia (Entrepreneur.com) das 100 marcas mais reconhecidas nas Filipinas, com as 1.000 marcas mais reconhecidas na Ásia; Classificação 17 nas Filipinas, atrás de 16 marcas estrangeiras; Classificação #1 nas Filipinas entre todas as marcas de serviços financeiros